# The Bad Seed
 The Bad Seed és un thriller estatunidenc dirigit per Mervyn LeRoy i estrenat el 1956. Està basada en la història del mateix nom de Maxwell Anderson, que alhora està basada en la novel·la de William March de 1954, The Bad Seed. L'obra va ser adaptada per John Lee Mahin pel guió de la pel·lícula. La protagonitzen Nancy Kelly, Patty McCormack, Henry Jones, Eileen Heckart, Evelyn Varden, William Hopper, Paul Fix, Joan Croydon i Jesse White.

## Argument
Rhoda és una nena de vuit anys, perversa, cínica i molt intel·ligent. Christine, la seva mare, que sospita que ha assassinat un company d'escola, acaba relacionant aquest fet amb altres tràgics accidents i pensa que la nena en pot ser responsable de tots.

## Repartiment
- Nancy Kelly: Christine Penmark
- Patty McCormack: Rhoda Penmark
- Henry Jones: Leroy Jessup
- Eileen Heckart: Hortense Daigle
- Evelyn Varden: Monica Breedlove
- William Hopper: el coronel Kenneth Penmark
- Paul Fix: Richard Bravo
- Jesse White: Emory Wages
- Gage Clarke: Reginald « Reggie » Tasker
- Joan Croydon: Claudia Fern
- Frank Cady: Henry Daigle

## Anàlisi
Un thriller prou innovador, ja que el personatge malèfic és aquí una noieta amb aire innocent, de cabells rossos; es pot veure en ella el prototip de la Nellie Oleson de Little House on the Prairie, una noia consentida, però que es revela ser l'encarnació mateixa del mal.
Es tracta d'un dels primers exemples, al cinema, de confusió « estilística » entre el símbol mateix de la innocència - el nen - i el del mal, que serà seguit per altres: L'exorcista, The Omen, El bon fill, així com la sèrie de les bebès monstruosos de Larry Cohen (It's Alive i les seves continuacions).

## Premis i nominacions

### Premis
- 1957. Globus d'Or a la millor actriu secundària per Eileen Heckart

### Nominacions
- 1957. Oscar a la millor actriu per Nancy Kelly
- 1957. Oscar a la millor actriu secundària per Eileen Heckart
- 1957. Oscar a la millor actriu secundària per Patty McCormack
- 1957. Oscar a la millor fotografia per Harold Rosson
- 1957. Globus d'Or a la millor actriu secundària per Patty McCormack